# António José de Ávila
António José de Ávila   (Horta, 8 de març de 1806 - Lisboa, 3 de maig de 1881), 1r comte d'Ávila, 1r. marquès d'Ávila i 1r duc d'Ávila i Bolama, professor i polític conservador del temps de la Monarquia Constitucional en Portugal. Entre altres funcions, va ser ministre de les Finances i, per tres vegades Primer Ministre de Portugal (1868, 1870-1871 i 1877-1878).